# Dorkasgasell
 Dorkasgasell (Gazella dorcas) är den gasell som har det största utbredningsområdet av alla gasellerna. De finns ifrån Marocko till Mellanöstern och vidare till centrala Indien.

## Utseende
Dorkasgasellen har en pälsfärg som varierar beroende på var man hittar den. Pälsen kan vara ifrån sandfärgad som på den underart som lever i Sahara G. d. osiris. Individer som hör hemma i Israel och vid röda havet är rödbruna. Den har ett tydligt markerat gasellband och vit undersida. Dorkasgasellen har också en vit akterspegel som går upp till svansroten och den vita linjen vid ögat. Den har en mankhöjd på ungefär 60 centimeter och den kan väga runt 20 kilogram. Båda könen har de lyrformiga hornen som kan bli mellan 25 och 40 centimeter långa beroende på om det är en hona eller hane.

## Habitat
Dorkasgasellen trivs bäst i klippiga och bergiga terränger. Även steniga stäpper och halv öknar passar den bra. 

## Levnadssätt

### Socialt beteende
De är både aktiva på dagarna och nätterna. Är det ont om föda brukar de dela upp sig parvis men i terräng med rikare föda kan de bilda grupper på upp emot 10-20 djur. Grupperna består oftast av honor med ungar och av en äldre hane. De unga hanarna bildar ”ungkarlsflockar” med upp emot 50 djur, medan de äldre hanarna, som inte har en hon grupp, är ensam levande.
Dorkasgasellen är en vandrande gasell art. När regnen kommer oregelbundet slår sig de små grupperna samman till hjordar på upp emot 100 djur som ger sig av för att leta reda på friskt bete. Deras diet består av gräs, örter, busk löv, gräshoppor och deras larver. Dorkasgasellen är väl anpassad till ett liv i torrt klimat. Den har den förmågan att den inte behöver dricka vatten, den får i sig all vätska den behöver genom vad den äter. Men den dricker om den hittar vatten.

### Fortplantning
Deras parnings tid är olik beroende på var de befinner sig. Men det vanligaste är att den infaller någon gång i september till november. Hanarna upprättar revir som de försvarar mot andra hanar. De doftmärker också deras revir genom dynghögar. En hona föder vanligtvis en unge efter 5–6 månaders dräktighet. Ungarna föds med öppna ögon. De första tre veckorna ligger ungen gömd medan mamman betar i närheten. Efter det får den följa med sin mor. Vid tre månaders ålder har ungen slutat att dia och den kan äta fast föda. Man räknar med att en dorkasgasell blir könsmogen mellan ett och ett halvt år till två år.

### Predatorer
Dorkasgasellens naturliga fiender är lejon, leopard och gepard. Men på grund av de stora rovdjurens tillbakagång är de inte den största faran utan det är människornas utbredning på gasellens tidigare betesmarker. Böndernas får och getter konkurrerar ut dorkasgasellen. Deras habitat blir allt mindre och de får svårare att hitta föda. Dorkasgasellen är på tillbaka gång på många platser där den en gång betade har den blivit sällsynt. I till exempel Israel räknar man med att hela gasellbeståndet består av mellan 1 000 och 1 500 djur.

## Underarter
Det finns 8 underarter av Dorkasgasellen i Afrika och 3 underarter i Asien. Här är ett litet urval av arter.
- Isabellagasell (G.d.isabella) som hör hemma i Sudan och Etiopien.
- Pelzelngasell (G.d. pelzelni) som hör hemma i Somalia och Etiopien.
- Indisk gasell (G.d. bennetti) som hör hemma i östra Asien.
- G.d massaesyla
- G.d Saudiya